# 即期券
即期券（Demand Note）是美国纸币的一种，发行于1861年8月至1862年4月美国南北战争期间，面额有5美元、10美元、20美元。即期券是美国发行的第一种纸币，在某种意义上，广泛流传到今天的一系列的货币发行额中，即期券排在第一位。美国政府通过用即期券支付内战期间产生的包含政府工作人员和军事人员工资在内的费用，从而将它投放于货币流通市场。
同时期州特许银行及邦联发行钞票背面为空白，即期券因其背面以绿色油墨印刷获得“绿背”绰号；该名由美国券和联邦储备券所继承。即期券的正面含有许多熟悉的元素，例如白頭海雕、亚伯拉罕·林肯和亚历山大·汉密尔顿的头像，但是当时即期券上的图像跟今天所看到的美国货币图像是不同的。
当即期券被停用后，它们的替代者法定货币并没有用来支付进口税（在当时进口税占美国联邦税务的一大部分），并且即期券仍然拥有优先支付权。因此，尽管一些保留的即期券是当今美国最古老的有价值的货币，但是许多即期券还是被收回。

## 国库短期债券以及早期的美国纸币
在宪法通过及内战期间，美国政府发行的纸币与我们如今所知的大相径庭，其多次发行的是短期债券。即期票据是连接这些短期债券和现代纸币的过渡发行物。即期票据本被打算用作货币使用，但由于当时美国普遍没有打算让当局发行纸币，所以它的授权被限制在短期债券的法律体制内。
美国国会为了给美国革命戰爭提供资金，在1775到1779年之间发行了大陆券。大陆券纸币在名义上和西班牙銀圓等值，但是大陆券纸币不能够用来换银子，所以即便是美国取得胜利，大陆券纸币在1790年时已贬值了99%。美國開國元勳们对大陆纸币的命运仍记忆犹新，于是他们把禁止提供纸币以及国家只能将金和银作为法定货币的规定写入宪法。因此，美国内战前流通的纸币是私人债券，其包括由联邦秘密特许的美国第一银行和美国第二银行发行的债券。
虽然宪法没有明确承认发行纸币的权利，但是它许可了借钱的权利。短期债券，作为债务的一种形式，它是在政府遇到困难时通过出售足量的长期公债来帮助填补联邦政府的财政不足。短期债券首次发行于1812年战争时期，到内战结束这期间还不定期发行过。从特点上来讲，短期债券发行的量不大并且总有“上流幻想”说短期债券没有充当货币的职能，而事实上却是，局限来讲在当时它们是有货币职能的。这些债券通常是有利息的，它们的价值随市场情况而变化并且它们在于其发行相关的危机结束后很快便从经济体制中消失了。
在短期债券的几种债券中，特殊的是1815年发行的“小债券”，它们像即期票据一样没有利息并且被打算作为货币流通。然而，政府只发行了3,392,994美元的“小债券”并且它们很快被兑换成公债。在见证了这些债券所取得的局限流通后，如今只有两种还未被取消发行“小债券”为人所知。

## 发行前
联邦财政自1857年“大恐慌”来未曾好转，由于美国南方步步进逼，威胁退出联邦，一场战事或一触即发，至1860年美国总统林肯大选时，要从债券市场集资更是难上加难。在内战爆发之际，聯盟已到了靠现买现卖维持支出的地步。随着1861年4月桑特堡敌对军事行动的展开，为战集资、包括战场上军人在内的人员薪资开销，可谓重担不轻。为此，国会于1861年制订《7月17法令》，允许以美利坚合众国之信用借贷250,000,000美圆。其中，有最多50,000,000美圆被批准为见票即付的无息国库券，其面值低于五十美圆，但最低值不低于十美圆。为了当时现有的带息国库券区分，这些无息国库券就被称为即期票据。（尽管对于私票而言，见票即付稀松平常），但于国库券，这些带有“见票即付”承诺的票据属新债券，通过立即出售等值债务，国库将这种债券被当作货币使用直接支付给债权人，从而令捉襟见肘的窘境得以缓解。这些票据可在宾夕法尼亚、波士顿与纽约的助理财长部予以赎回。届时，第一或第二通货监理官或是财政登记官将亲笔签署这些票据，同时其他由财长指定的财政官员也将在票据上会签。这些签字条款后来经过几次更改。该法令同时规定在1862年12月31日前，个别即期票据可在呈交赎回后再次被发行进入流通。
就在这些票据被发行前，1861年颁布的《8月5日法令》规定几处即期票据发行的变更。该法令允许即期票据以不低于5美圆的面值发行，并通过在圣路易斯的助理财长部或辛辛那提的金银储备处予以赎回。该法令同时还规定美国财政部出纳局长与财政登记官或是任何由财长指定的财政官员应签署该类票据。根据本法令，即期票据无需美国财政部盖章。重要的是，这部法令还将国库券的传统特权赋予了即期票据，即：在支付公债时，这些票据将成为应收款，这项特权在这些票据的最终处置阶段体现出举足轻重的意义。
由于当时美国联邦铸币局（the Bureau of Engraving and Printing）还未建立，美国钞票公司（American Bank Note Company）与国家钞票公司（National Bank Note Company）就负责印刷即期券。在美国，这两家公司都是杰出的纸币印刷公司，主要负责私立和州立银行的纸币印刷。很有可能，美国钞票公司负责5美元与10美元的制版，而国家钞票公司则负责20美元印刷板的铸造。所有的即期券都是由美国钞票公司印刷的。设计上，所有的即期券大小统一，而从外观上则与钞票非常相似。

## 发行后
为满足美国聯盟政府的债务证券，财政部长萨蒙·蔡斯于1861年8月开始发放即期券。刚开始，各类商人、银行，尤其是铁路工业都以折扣价购买该纸币，或者就完全抵制。为了缓解公众对新发行纸币的不信任，蔡斯部长签署了一项文件，同意用即期券来支付他自己的工资。同年9月3日，聯盟政府温菲尔德·斯科特将军向士兵们发布了一项通告称，对那些希望将自己收入的一部分寄回家的士兵来说，纸币是非常方便的。9月中旬，为消除所有对于新纸币发行后货币状况的疑虑，蔡斯部长向所有财务助理发布了以下通告：
根据7月19日及8月5日最后颁布的法令，财政部已经发行了面值分别为5美元，10美元和20美元的纸币，并将继续发行。有需要时，该纸币能在波士顿、纽约、费城、圣路易斯的财务助理办公室及辛辛那提储蓄所兑换相应硬币。当前，此类纸币能用于支付、兑换及汇款。根据持币人要求，在付款处及公共款项接受处可随时兑换硬币。该纸币随时与黄金等价，并在许多情况下比其更便捷，更具价值。

为能按需即时兑换即期券，足够数量的硬币将被存放在各储蓄所，它们同时也都是付款处。所有储户及收款员会接收硬币，记录在账目上并以货币形式支付给公共贷款方。大量的小面额纸币会在近期发行并发放公众。
这些举措也让银行愿意以纸币兑换硬币。这让即期券的价值和购买力等同于金币，并且在公众的私人交易中广泛流通。纸币还可以用来兑换银币。
根据法律，为了避免问题，要把財政部長弗朗西斯·斯平纳（Francis E. Spinner）和國庫長盧修斯·齊坦丹（Lucius E. Chittenden）的签名加到纸币上，但这並不實際。同时，国会也授权检察官在纸币上签字。70个妇女以1,200美元的年薪被雇来给这些纸币签字。纸币的“for the”这一特征写在签名的后面，表示用签名来代表财政部。一些熟练的女工甚至能模仿财政部长的签名。8月底，“for the”被加到了印版上用来简化签名的步骤。在“for the”被加到印版上的几天后，美国银行票据公司停止了印刷可在圣路易斯和辛辛那提行使支付手段的初票。

### 硬币支付的中止
1861年12月，政府用即期券兑换硬币的能力受到了限制。12月10日，秘书长查斯指出战争支出远远超出了预算，与此同时联邦收入不足。12月16日，英国对“特伦特号”事件的反应的消息传到了纽约和几个大银行，聯盟证券需求的急剧直下。当初这些银行用黄金跟政府换取利息为7.3%的国库券和债券然后再进行转卖。
到了月底，银行已经中止了用硬币去买它们自己的纸币。于是，司库助理的办公室内堆积了大量收回的即期券。1862年初，由于没有足够的硬币供应，政府不得不跟着中止即期券换金这项活动。

### 即期券的演变
由于聯盟政府无力承担起对这些“见票即付”的票据所应有的支付义务，引起了国会的极大关注，于是在1862年早期对是否通过立法来解决这个进行了激烈的探讨。在一个短时期内，票据是由银行进行保值的，因为这些银行通过接收这些票据作为政府在1862年4月借下的1亿5千万的贷款所进行的分期还贷的凭证。自那以后，蔡斯部长通过授权纽约的助理司库約翰·西斯科（John Cisco），以5%的利率来接收这些短期的存款票据──从而使得即期票据相当于有利率的存款，但其实这些票据的贷方是政府。纽约的银行很快便将这些存款的证明票据作为他们清算的标准，并且逐步在那些黄金已经开始退出流通市场的地方使用即期票据作为行使结算功能的单位，而此时黄金的市值已超过这些票据大约1到2个百分点。
国会辩论最终决定转向迎合这种见票即付的职能，宣布这些票据为当时的合法货币，并要求各方接受这种货币作为契约债务的全额付款方式。正当关于是否立法的问题还在激烈探讨时，由于政府对现金的需求，在1862年12月的《2月法案》授权增量发行价值10,000,000美元的即期票据。这项法案最终授权发行的即期票据总量达到了60,000,000美元。（截止1862年4月这60,000,000美元的即期票据已全部发行完毕）
最终，美国政府在1862年2月25日通过的法案中，授权流通150,000,000美元的法定货币，也就是当时的美国券。这些就是当时新一代的美国货币，并且部分用于当债券收回溢价时取代上面我们所提到的即时票据。这项新法律，同时也被称为《第一法定货币法案》，承认其美国新货币的合法地位，并且适用于除进口以及偿还美国欠下的债务外的其他任何场合。美国政府承诺继续以硬币的形式支付其所欠下债务的利息，并且在关税中只接受硬币或美国券。于1862年到1863年间发行的面值分别为5美元，10美元以及20美元的法定货币正面的设计与其各自相对应的即时票据非常的相似，最主要的变化就是加盖上了美国财政部的印章并且删去了“见票即付”的付款承诺。
关于即期券的地位曾存在一些问题，不过1862年3月17日颁布的法案已清楚表明其将被视为国家券。由此，即期券地位和国家券一样，而且明显优于国家券，因为只有前者才能支付进口税——美国聯邦政府的主要财政收入。此后，助理财政部长Cisco宣布新国家券中他保有兑换未来5%即期券短期存款的权利，投机者们预期即期券会升值，因此在4月份新币流通时，遂将其撤出流通。
这种国家券一旦投入流通，便立即成为了美元价格的记账单位——无论是黄金还是储藏的即期券都以此报价。5月，战争形势对聯盟政府不利，也无望立即结束战争。一年过去了，人们紧锣密鼓地储藏商品，造成金价飙升，最后连银元和铜币都退出了流通市场。早在5月的第二周，即期券溢价出售给进口商了，这些进口商们用其代替黄金来支付关税。受黄金以及即期券控制的溢价成了一个政治问题，4月份时，财政部长蔡斯出售225万美元利率为7.3%的「七·三十」带息国库券，购进溢价为3%的即期券，而买主们随即又以６％的溢价出售这些国库券，因此财长遭到抨击。凭借此举，财政部长蔡斯得以实现两个重要目标——分配「七·三十」债务及收回即期券，但也相当于正式承认，新国家券相对即期券已经贬值。到仲夏，黄金美元溢价15%兑换国家券，而即期券溢价8%，各家报纸都以“海关美元”和“海关元”来报道即期券的价格。由于关税平均每月6到9百万美元，因此可以在金融专栏里发现未偿付的即期券在慢慢减少。到12月时，人们估计即期券不久将停止供应，进口商只能以黄金支付关税，别无其他选择。即期券供应即将停止之际，价格与美元黄金持平或稍低，尽管后者在19世纪70年代继续使美元溢价不少。
到1863年6月30日，比起4亿美元国家券来，只有价值330万美元的即期券没有偿付。而到1883年6月30日，财政部仅剩下价值58,985美元的即期券。

## 设计

### 不同面值票据的共有特征
所有面值的即期票据的正面都印有以下共有的内容：
- 美国会向票据持有人即期支付面值的声明（每种面值有其独特的书写方式）
- 声明票据由副财政部出纳局局长支付的短语（每种面值有其独特的书写方式）
- 规定的支付地点（赎回）：
- 规定的支付地点（赎回）：
  - 纽约
  - 波士顿
  - 费城（在面值为10美元和20美元的票据上的缩写为Philad）
  - 辛辛那提（对面值为10美元和20美元的票据的描述为由受托人而非副财政部出纳局局长支付）
  - 圣路易斯
- “1861年7月17日的法案”，该法案第一次批准了紧急内战纸币的发行
- 短语“支付任何公共支出”（意思是票据是由政府支付的一种货币交换形式）
- “美国钞票公司，纽约”，指印刷即期券的公司
- 以书写体印刷的“华盛顿”和日期“1861年8月10日”（但是对于这个日期，每种面值有其独特的书写方式）[5]
- “1857年6月30日获得专利权”，指美国银行票据公司对在票据正面使用的“加拿大”绿墨持有的专利权
- 以红墨只印刷一次的序列号。[22]
- 面板字母——A、B、C或D (表明用来一次印刷四张票据的金属板的位置)
- “财政部登记办公室”和“美国财长”字样之上的线，通常是官员签字的位置
- 缺少一枚美国财政部的公章（例外是辅币，它不同于任何其他美国联邦发布的货币）[13]

所有即期券的正面都印有美利坚合众国、表示面值的大数字以及面值表示（小数字或罗马数字），其中的面值表示以一个小的几何形状重复印刷多次；所有即期券的正面都用绿墨印刷。

### 不同面值票据的共有种类
- 经授权的财政部人员代表盧修斯·齊坦丹和弗朗西斯·斯平纳的不同签字
- 使用“For the”来表明，批准一个人代表财政部官员签字，其形式为手写或镌版，具体有以下类别：
  - 在签字线之上手写的“for the”、“For the”或“For The”
  - 在“财政部登记办公室”和“美国财长”字样附近镌版为“For the”或“for the”
- 一个数字和日期后跟有序列或一个序列都没有。[5]印刷的特定面值、特定支付地点的票据的前100,000张没有序列符号。对于随后的每100,000张票据，序列号重设，从1开始，依此加1。

## 5元纸币
伍美圆即期券正面右下方印着一尊亚历山大·汉密尔顿的头像。位于左边的是 “自由雕像”，在华盛顿国会大厦的上面。但在当时，“自由雕像”还在建造之中，直到1862年才完成，它是1863年才放到国会大厦上面的。神像底座上写着“E PLURIBUS UNUM（合众为一）”,但是纸币上只能看到“RIBUS UNUM”。
纸币的上，下，右边都水平地印着单词“FIVE”的字样，而左边则竖直地印着单词“FIVE（5）”。发行银行名称印在上边的中间，而在底部的中间写着一句“可支付所有公共所得”。
伍美圆即期券上有一些常见的独特设计元素。汉密尔顿头像的左边有一个日期，是一种特别的小写印着“Aug 10th 1861（1861年8月10日）”。 “ON DEMAND（见票即付）”字样同样也印在“FIVE DOLLARS（5美元）”的后面，其全称是“THE United States PROMISE TO PAY TO THE BEARER FIVE DOLLARS ON DEMAND(见票即付5美圆整)”。与10美圆即期券和20美圆即期券不同的是，5美圆即期券上用饱满的手写体写着一句“Payable by the Assistant Treasurer AT(由财政部支付)”。5美圆即期券可以在其上完整标明出来的地点（费城）被国家收回。
5美圆即期券背面印了多个小小的椭圆图案，其中间印着一个小小的阿拉伯数字5。整个背面大部分都是这样的花纹。

## 10元纸币
拾美圆即期券的左边印着亚伯拉罕·林肯的头像，右边是一个代表艺术的雕像。即期券中上方画有一只秃鹰抓着一根写着“E PLURIBUS UNUM（合众为一）”的丝带，栖息在橄榄枝上。挨着鹰的是印着章纹的五角星和不同底纹的盾牌。亚伯拉罕林肯头像和秃鹰插图在美国钞票公司早前发行的纸币上是经常使用的元素。
初幣的四邊由羅馬數字X環繞。如5美元的初幣，正上方印有發行銀行的名稱。正下方則印有“可用於一切合法交易”的字樣。上方的左右兩角印有“10s”的數位裝飾圖案；正下方印有由美國鈔票公司製作的裝飾圖案，這些裝飾圖案也被印在其它初幣上。之後由佛蒙特州拉特兰县銀行發行的10美元初幣中，林肯的頭像旁也印有裝飾圖案。
10美元的初幣也有相同的設計。右上角印有手寫體日期“1861年8月10日”。與5美元的初幣不同，見票即付的字樣被置於美國之前，字樣為“見票即付，美國承諾支付持有人10美元。”中間部分的句子以手寫體印刷。多數初幣都有關於支付地點的簡短說明-- “由美國（地點）副財政部支付”。而辛辛那提的說明中，由存儲代替副財政部。10美元初幣的背面，可見多個小羅馬數字X置於小方塊中；背面的主要設計項目皆疊加在這些數位上。

## 20美元的初幣
與5、10美元的初幣不同，20美元的初幣上不再出現頭像。取而代之的，中間出現了一位女性，有可能是自由女神，又或者代表美國。她右手握劍，左手持一波浪形狀的盾牌，盾牌上面是一隻白頭海雕。大大的數字2和0分別置於她的左邊和右邊。初幣的四邊圍滿了數字20，另一個與5、10美元不一樣的是，其上緣中部印有 “1861，7月17法規”的字樣；下緣的中部是發行銀行的名稱，左邊印有“可支付”右邊印有“法律允許”的字樣。
票面日期以手写体标注“1861年8月10日”。支付文句与10元初票相同，周围分布着版刻图案，位于票面的中心，上方是代表自由的图样。兑换说明印有“ON DEMAND THE UNITED STATES Promise To Pay Twenty Dollars To the Bearer”（见票即付贰拾美元整）。
20美元初票的背面，是一个盾状的图案，内有阿拉伯数字20，周围簇拥着八边形星状图，每个八边形星状图案内是一个椭圆形图标，内有小号数字20。票面的上边与下边都是几何设计图案，每隔一个几何图案，都平行印有“UNITED STATES”（合众国）。

## 印刷量与收藏价值
初票现已不再流通，但可以用于收藏。现存的初票中，大部分都是版刻有“For the”，印刷地为纽约、波士顿和费城的5美元和10美元面值的票据。带有弗朗西斯·斯平纳和盧修斯·齊坦丹真正签名的票据还未现世。由于其稀有性，能获得一张5美元和10美元面额的初票，就可以成为收藏了（已修改）。仿制品也不少见。
初票的价格与价值主要取决于其稀有性（如印刷地是哪里，“For the”图样是手写版还是版刻版），其次就是看其保存情况。5美元初票常见的价格是从1000美元到40000美元。10美元面额的初票通常价值为2500美元到60000美元不等。20美元面额，带有版刻“For the”字样，出产于纽约、波士顿和费城的初票通常价值17000美元到100000美元不等。带有手写“For the”字样的票据，不管其面额多少，价格都在25000美元到100000美元之间。辛辛那提与圣路易斯出产的票据很少交易。除了常见的类型外，初票通常只有在拍卖时才见得到。
| 印刷地点 | 印刷量    | 面值         | “For the”字样版刻版现存量    | “For the”字样手写版现存量    |
| $5 面额  | $5 面额   | $5 面额      | $5 面额                      | $5 面额                      |
| -------- | --------- | ------------ | ---------------------------- | ---------------------------- |
| 纽约     | 1,500,000 | $7,500,000   | 常见*                        | 8 已知                       |
| 费城     | 1,400,000 | $7,000,000   | 常见                         | 未印刷                       |
| 波士顿   | 1,340,000 | $6,700,000   | 常见                         | 1 已知                       |
| 辛辛那提 | 44,000    | $220,000     | 5 已知                       | 0 已知                       |
| 圣路易斯 | 76,000    | $380,000     | 9 已知                       | 0 已知                       |
| 合计：   | 4,360,000 | $21,800,000  | 预计现存600-800张            | 预计现存600-800张            |
|          |           |              |                              |                              |
| $10 面额 |           |              |                              |                              |
| 纽约     | 640,000   | $6,400,000   | 常见                         | 5 已知                       |
| 费城     | 580,000   | $5,800,000   | 常见                         | 3 已知                       |
| 波士顿   | 660,000   | $6,600,000   | 常见                         | 2 已知                       |
| 辛辛那提 | 75,000    | $750,000     | 6 已知                       | 1 已知                       |
| 圣路易斯 | 48,000    | $480,000     | 4 已知                       | 0 已知                       |
| 合计：   | 2,003,000 | $20,030,000  | 已知140张，预计现存150-180张 | 已知140张，预计现存150-180张 |
|          |           |              |                              |                              |
| $20 面额 |           |              |                              |                              |
| 纽约     | 320,000   | $6,400,000   | 7 已知                       | 1 已知                       |
| 费城     | 240,000   | $4,800,000   | 6 已知                       | 0 已知                       |
| 波士顿   | 300,000   | $6,000,000   | 4 已知                       | 0 已知                       |
| 辛辛那提 | 25,000    | $500,000     | 1 已知                       | 0 已知                       |
| 圣路易斯 | 25,000    | $500,000     | 0 已知                       | 0 已知                       |
| 合计：   | 910,000   | $18,200,000  | 已知19张                     | 已知19张                     |
|          |           |              |                              |                              |
| 总计：   | 7,237,000 | $60,030,000† | 现存所有面额不到1000张       | 现存所有面额不到1000张       |

Notes:

*: “常见”是一个相对量，用于描述今天现存5美元和10美元面额票据百分比

†: 重新发行了3000张已赎回的10美元票据，因此，比法定的6千万美元多出3万美元。
1. ↑  The Continental Dollar: What Happened to it after 1779?, Farley Grubb, NBER Working Paper No. W13770, February 2008.
2. ↑  Cuhaj, George S.; Brandimore, William (2008). Standard Catalog of United States Paper Money, 27th edition, Iola, Wisconsin: Krause Publications. ISBN 0-89689-707-9.
3. ↑  Coins of 1861 Controlled by the South, R.W. Julian, "Numismatic News", December 3, 2008.
4. ↑  United States Notes, John Joseph Lalor, "Cyclopaedia of Political Science, Political Economy, and of the Political History of the United States", Rand McNally & Co, Chicago, 1881.
5. 1 2 3 4 5 6 7 8 9  Friedberg, Arthur L. and Ira S. The Official RED BOOK A Guide Book of United States Paper Money, Whitman Publishing, Atlanta, Georgia, 2008 ISBN 0-7948-2362-9.
6. ↑  . Memory.loc.gov.   [2010-03-20]. （原始内容存档于2021-02-24）.
7. ↑  . Memory.loc.gov.   [2010-03-20]. （原始内容存档于2019-08-09）.
8. ↑  Chittenden, L.E., Recollections of President Lincoln and His Administration, Harper & Brothers, New York, 1891.
9. 1 2 3 4 5 6 7  Mitchell, Wesley Clair, "A History of the Greenbacks With Special Reference To the Economic Consequences of Their Issue 1862–65", University of Chicago, Chicago, 1903.
10. ↑  Summary of News, Friend's Review, Vol. XV, No. 3, Philadelphia, September 21, 1861.
11. ↑  Appletons' Annual Cyclopaedia and Register of Important Events of the Year 1861, D. Appleton & Company, New York, 1864.
12. 1 2 3  Lange, David W. (2005). History of the United States Mint and Its Coinage, Atlanta, Georgia: Whitman Publishing. ISBN 0-7948-1972-9.
13. 1 2  Hessler, Gene (2004). UNITED STATES ESSAY, PROOF, and SPECIMEN NOTES, 2nd ed., Port Clinton, Ohio: BNR Press. ISBN 0-931960-62-2.
14. ↑  The Treasury Department, Report of Secretary Chase, The New York Times, New York, NY, December 10, 1861.
15. ↑  . Memory.loc.gov.   [2010-03-20]. （原始内容存档于2019-08-09）.
16. ↑  . Memory.loc.gov.   [2010-03-20]. （原始内容存档于2021-02-11）.
17. ↑  . Memory.loc.gov.   [2010-03-20]. （原始内容存档于2019-08-09）.
18. ↑  Richardson, Heather Cox (1997), The Greatest Nation of the Earth: Republican Economic Policies During the Civil War, Harvard University Press, Cambridge, Massachusetts.
19. ↑  Public Debt and National Currency, The New York Times, New York, NY, June 16, 1862.
20. ↑  United States Notes and Gold, The New York Times, New York, NY, December 14, 1862.
21. ↑  The Nation's Finances – Weekly Treasury Statement – Currency Outstanding, The New York Times, New York, NY, July 1, 1883.
22. 1 2 3 4  Bowers, Q. David; David Sundman (2006). 100 GREATEST AMERICAN CURRENCY NOTES, Atlanta, Georgia: Whitman Publishing. ISBN 0-7948-2006-9.
23. 1 2  Hessler, Gene and Chambliss, Carlson (2006). The Comprehensive Catalog of U.S. Paper Money, 7th edition, Port Clinton, Ohio: BNR Press ISBN 0-931960-66-5.
24. ↑  Harry W. Bass, Jr. Collection. （页面存档备份，存于）. Retrieved March 30, 2006.